# Élections municipales de 2017 en Outaouais
Les élections municipales québécoises de 2017 en Outaouais se déroulent le 5 novembre 2017. Elles permettent d'élire les maires et les conseillers de chacune des municipalités locales du Québec, ainsi que les préfets de quelques municipalités régionales de comté.